# Бирюков, Геннадий Ефремович
Бирюков Геннадий Ефремович (25.05.1935 - 06.01.2024) — российский калужский художник, живописец и пейзажист, копиист. Член Союза художников России.

## Биография
Г. Е. Бирюков родился 25 мая 1935 года в Калуге. Окончил Московский авиационный институт (МАИ) и Академию внешней торговли. Служил в армии в Заполярье, работал на Целине и на строительстве Кедрограда. Учился в Академии живописи, ваяния и зодчества. Десять лет работал международным чиновником Секретариата ООН, по службе побывал во многих странах мира. 
В 1989 году был уволен со службы и переехал жить в родную деревню Дворцы Дзержинского района Калужской области.
Работы Бирюкова представлены в Калужском областном художественном музее, Малоярославецком военно-историческом музее 1812 года, Калужском областном краеведческом музее и др.
У Геннадия Бирюкова прошло более 10 персональных выставок. Персональные выставки художника, приуроченные к его 75-летию, прошли в Совете Федерации Федерального Собрания Российской Федерации (февраль 2010 г.) и Представительстве Правительства Калужской Области в Москве (май 2010 г.).
Умер в Москве 6 января 2024 года.